# William J. Manson
Pour les articles homonymes, voir William Manson et Manson.
William J. Manson  (19 août 1872-19 janvier 1948) est un homme politique canadien de la Colombie-Britannique. Il est député provincial de la conservateur de la circonscription britanno-colombienne de Dewdney d'une élection partielle en 1907 à 1916.